# 끄줏현
끄줏현(베트남어: Huyện Cư Jút / 縣格桔)은 베트남 중부 고원 지방 닥농성의 현이다.

## 행정 구역
끄줏현은 1시진, 7사를 관할하고 있다.

### 시진
- 에아뜰링 시진 (Thị trấn Ea T'ling)

### 사
- 끄끄니아 사 (Xã Cư KNia)
- 닥드롱사 (Xã Đăk Đrông)
- 닥윌사 (Xã Đăk Wil)
- 에아뽀사 (Xã Ea Pô, 亞博社)
- 남동사 (Xã Nam Dong, 南容社)
- 떰탕사 (Xã Tâm Thắng, 心勝社)
- 쭉선사 (Xã Trúc Sơn, 竹山社)